# Maurice Thuilière
Maurice Thuilière est un écrivain français, professeur, poète, diplomate, journaliste, voyageur, né le 21 novembre 1940 à Francheville dans le Rhône en France.

## Biographie
Après avoir combiné son goût de la pédagogie et des voyages pendant plus de 15 ans comme professeur de mathématiques dans des pays aussi variés que l’Ile Maurice et le Maroc, Maurice Thuilière explore divers horizons; autodidacte et travailleur acharné, il obtient l'agrégation de lettres modernes en candidat libre, tout en continuant à assouvir ses besoins de voyages comme accompagnateur de voyages culturels. Plus tard diplomate et honoré de deux prix de l’Académie française, il continue sa quête de savoir et de contribution à la communauté en tant que maire adjoint de la ville de Mazan et vice-président de l’Association des Amis de Pierre Benoit.

## Œuvres
- Verde, Roman
- Verde (chileno), Roman
- Voy(ag)eur, Roman-Poème
- Les Rives du Cher a Saint-Avertin
- Les Chutes d’Ivindo
- Entre Inde et Chine, Roman par cartes postales illustrées
- Cinquante-cinq Sonnets
- La Dernière Ecriture ou la Femme Fractale
- Les Femmes qui Aimèrent Maurange : Pagan 1287
- A l’article de la vie

Œuvres pédagogiques, didactiques et journalistiques
- Craie blanche, Encre bleue, Crayon rouge, Stylo noir Œuvre pédagogique, critique et journalistique 1967-1998

Œuvres de recherche et articles critiques
- PB, une Vie-Œuvre – Pierre Benoit (1886-1962, et après)
- Dictionnaires, Inventaires, Itinéraires, Commentaires – Pour Pierre Benoit
- En (Ana)Lisant Pierre Benoit
- Pierre Benoit : dictionnaire des personnages de l’œuvre complète romanesque de Pierre Benoit - Prix Pierre-Benoit de l’Académie française 2002
- Le monde de SAS
- Assez brève histoire du sonnet - Prix Heredia de l’Académie française 2004